# Chimarra biramosa
Chimarra biramosa là một loài Trichoptera trong họ Philopotamidae. Chúng phân bố ở miền Australasia.